# Ріхард Райманн
Ріхард Райманн (нім. Richard Reimann; 2 листопада 1892, Мінден — 28 жовтня 1970, Роттах-Егерн) — німецький воєначальник, генерал зенітних військ. Кавалер Лицарського хреста Залізного хреста.

## Біографія
4 грудня 1911 року вступив в 43-й польовий артилерійський полк. Закінчив військове училище в Меці (1913). Учасник Першої світової війни, командир взводу. 14 вересня 1914 року поранений, потім служив у запасному дивізіоні свого полку. Пройшов підготовку з обслуговування гармат, закріплених на автомобілях. У червні-серпні 1916 року — командир обслуги зенітної гармати. У 1916-19 роках — співробітник артилерійської випробувальної комісії. В січні-березні 1919 року — доброволець у складі гвардійської стрілецької кавалерійської дивізії, брав участь в боях з комуністами в районі Берліна. У червні-вересні 1920 року — член Добровольчого корпусу Северина. Після демобілізації армії залишений в рейхсвері, служив в артилерії, командував батареєю, був радником інспекції озброєнь і спорядження. З 1 червня 1929 року — командир батареї 1-го артилерійського полку, одночасно у вересні-листопаді 1929 року — інструктор зенітних курсів у Кенігсберзі, а у квітні-липні і в серпні-вересні 1930 року — 1-х курсів автомобільних гармат. 1 липня 1932 року переведений до відділу балістики і спорядження Управління озброєнь Імперського військового міністерства.
1 квітня 1935 року перейшов на службу в люфтваффе і призначений радником Імперського міністерства авіації, з 11 червня 1936 року — начальник групи. З 1 жовтня 1936 року — командир інструкторського дивізіону училища зенітної артилерії у Вістрові. 1 жовтня 1937 року очолив навчальний штаб того ж училища, а 1 лютого 1938 року — все училище. З 15 жовтня 1939 року — командир 8-го зенітного полку, з 3 червня 1940 року — вищий командир училищ зенітної артилерії. 20 грудня 1941 року призначений командиром 1-го зенітного корпусу, що діяв на Східному фронті. З 20 квітня 1942 року — командир 18-ї зенітної дивізії, з 10 березня 1943 року — інспектор зенітної артилерії «Схід». 1 жовтня 1943 року очолив 1-й зенітний корпус і командував ним до кінця війни. Брав участь в боях в Криму, потім відійшов до Польщі, а потім до Чехословаччини. 14 травня 1945 року заарештований органами СМЕРШ у Празі. Утримувався в різних таборах. 8 червня 1950 року військовим трибуналом військ МВС Білоруського округу засуджений до 25 років таборів. 9 жовтня 1955 року переданий владі ФРН і звільнений.

## Звання
- Фанен-юнкер (27 січня 1912)
- Фенріх (18 серпня 1912)
- Оберлейтенант (16 червня 1913)
- Гауптман (1 лютого 1927)
- Майор (1 жовтня 1934)
- Оберстлейтенант (20 квітня 1937)
- Оберст (1 квітня 1939)
- Генерал-майор (20 квітня 1941)
- Генерал-лейтенант (15 березня 1943)
- Генерал зенітних військ (2 серпня 1944)

## Нагороди
- Залізний хрест 2-го і 1-го класу
- Рятувальна медаль
- Нагрудний знак «За поранення» в чорному
- Почесний хрест ветерана війни з мечами
- Медаль «За вислугу років у Вермахті» 4-го, 3-го, 2-го і 1-го класу (25 років)
- Нагрудний знак зенітної артилерії люфтваффе
- Застібка до Залізного хреста 2-го і 1-го класу
- Медаль «За зимову кампанію на Сході 1941/42»
- Німецький хрест в золоті (1 серпня 1942)
- Лицарський хрест Залізного хреста (1 квітня 1943)